# Ames (la Corunya)
Ames és un municipi de la província de la Corunya a Galícia. Pertany a la Comarca de Santiago. Limita amb els municipis de Santiago de Compostel·la, Teo, Brión, Negreira, A Baña i Val do Dubra. Té els nuclis urbans d'O Milladoiro i Bertamiráns.
| 7.097 | 7.602 | 9.425 | 9.527 | 20.840 |
| Fonts: INE i IGE (Els criteris de registre censal variaren i les dades de l'INE i de l'IGE poden no coincidir.) |       |       |       |        |

## Parròquies
| - Agrón (San Lorenzo) - Ameixenda (Santa María) - Ames (Santo Tomás) - Biduído (Santa María) amb O Milladoiro - Bugallido (San Pedro) - Cuevas (San Estevo) | - Lens (San Pablo) - Ortoño (San Juan) amb Bertamiráns - Piñeiro (San Mamede) - Tapia (San Cristovo) - Trasmonte (Santa María) |